# Dijalektički materijalizam
Dijalektički materijalizam predstavlja spoj dvaju teorija, dijalektike G. W. F Hegela te historijskog materijalizma njegova učenika Ludwiga Feuerbacha.
Marx je bio materijalist ali je ipak uvidio da je Hegel bio u pravu s tezom o razvoju društva, i razvija dijalektički historijski materijalizam. Engels nastavlja s daljnim razvojem u svojim knjigama Anti-Dühring i Dijalektika prirode, gdje opisuje da dijalektika obuhvaća sve u prirodi, ne samo društveni razvoj. Dijalektika je ta koja dijeli svijet u suprotnosti. U društvu postoji klasna borba, borba za proizvodnju, a znanstveni eksperimenti su ti koji pokreću razvoj.